# Robbie Amell
Robbie Patrick Amell IV (Toronto, Ontário, 21 de abril de 1988), é um ator e modelo canadense-americano.
Ele é mais conhecido por seus papéis como Stephen Jameson na série da CW The Tomorrow People, Ronnie Raymond/Firestorm na série da CW The Flash, e Nathan Brown na série Prime Video Upload. Outros papéis incluem Fred Jones nos filmes Scooby-Doo! The Mystery Begins e Scooby-Doo! Curse of the Lake Monster, The Hunters como Paxton Flynn, The DUFF como Wesley Rush, The Babysitter como Max, e o filme de ficção científica Code 8 como Connor Reed; este último também estrelado por seu primo, Stephen Amell. Ele também apareceu em programas de televisão como Life with Derek, True Jackson, VP, Unnatural History e Revenge.

## Biografia

### Início da vida
Amell nasceu em Toronto, filho de Josephine "Jo" Burden e Robert Patrick "Rob" Amell III, que trabalham no ramo de joias personalizadas. Seu primo é o ator de Arrow Stephen Amell. Junto com sua irmã, ele começou a modelar e atuar em pequenos papéis em comerciais quando tinha seis anos de idade. Aos dezesseis anos, ele começou a conseguir papéis em peças do ensino médio, como Louis e Dave e Fionia, Picasso no Lapin Agile e The Importance of Being Earnest. Por causa de seu amor pela atuação, Amell frequentou a Canadian Studios Acting Academy. Ele se formou no Lawrence Park Collegiate Institute em Toronto em 2006. Mais tarde, ele seguiu a carreira de ator.

## Carreira

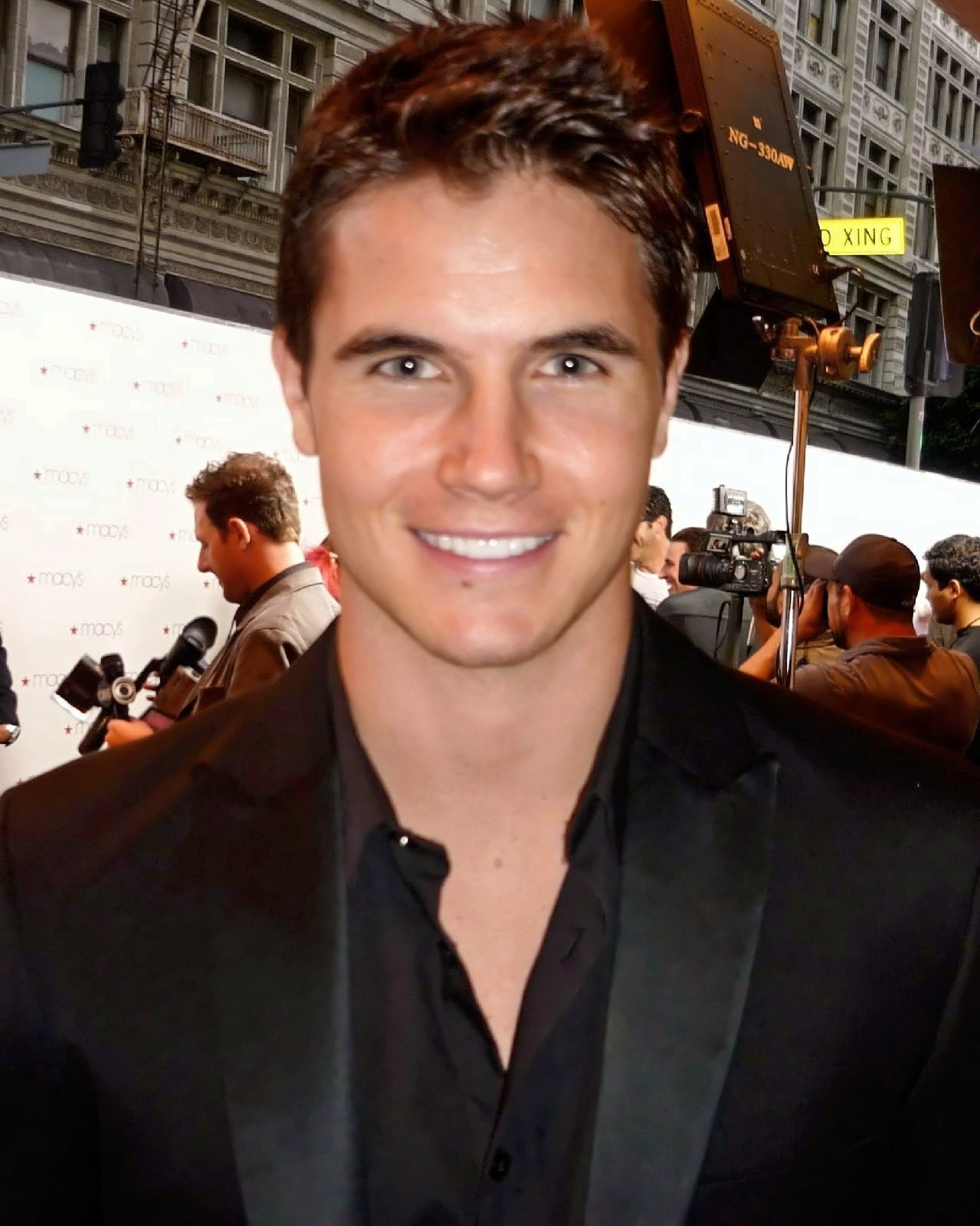
Amell em setembro de 2010

O primeiro papel de Amell foi Daniel Murtaugh em Cheaper by the Dozen 2, que foi filmado na região de Muskoka, em Ontário. Originalmente concebido para ser um papel sem fala, ele acabou conseguindo algumas falas. Ele também apareceu no filme de terror de 2007, Left for Dead. Amell teve um papel na série Life with Derek do Canadian Family Channel, interpretando o namorado do personagem principal Casey McDonald, Max. Life with Derek foi distribuído mundialmente, incluindo o Disney Channel dos EUA e suas afiliadas internacionais. Ele também apareceu no filme da ABC Family, Picture This. Amell teve um papel recorrente na série True Jackson da Nickelodeon, vice-presidente como Jimmy, sobrinho de Max Madigan, interesse amoroso de True, e na série Unnatural History do Cartoon Network.
Ele desempenhou o papel do irmão de Noel Kahn, Eric, na série de televisão da ABC Family, Pretty Little Liars, durante a terceira temporada do programa. Amell joga hóquei desde criança e pensou em fazer carreira até descobrir seu amor pela atuação. Ele também tem aulas de break dancing.[carece de fontes?] Ele teve um papel recorrente em Zach Stone Is Gonna Be Famous da MTV. Ele foi escalado como Fred Jones no filme de TV de 2009, Scooby-Doo! The Mystery Begins, que se tornou a transmissão mais assistida de todos os tempos no Cartoon Network. Ele reprisou o papel na sequência de 2010, Scooby-Doo! Curse of the Lake Monster.
Em 2013, Amell recebeu seu maior papel até o momento, o personagem principal Stephen Jameson no drama de ficção científica da CW The Tomorrow People, um remake da série britânica de mesmo nome.[carece de fontes?] Em maio de 2014, Amell se juntou ao The DUFF como Wesley.
Em 9 de julho de 2014, Amell foi escalado como um personagem recorrente importante na série da CW The Flash como Ronnie Raymond / Firestorm nas temporadas um e três, bem como dois tipos diferentes de Deathstorm nas temporadas dois e oito.
Em julho de 2015, Amell foi escalado para a décima temporada de The X-Files como o agente do FBI Miller. Amell estrelou ao lado de Kevin Spacey e Jennifer Garner em Nine Lives, que foi lançado em 5 de agosto de 2016. Em 2017, ele co-estrelou o filme de terror de McG, The Babysitter. Ele reprisou seu papel na sequência de 2020, The Babysitter: Killer Queen.
Amell estrelou e foi produtor executivo do filme de ação de ficção científica Code 8, com Stephen Amell co-estrelando e também sendo produtor executivo. O filme, expandindo um curta anterior, foi financiado por uma campanha do Indiegogo que arrecadou mais de US$ 2 milhões.

## Vida pessoal
Amell começou a namorar a atriz Italia Ricci em julho de 2008. O casal ficou noivo em 20 de agosto de 2014 e se casou em 15 de outubro de 2016. Amell e Ricci tiveram seu primeiro filho, um filho, em 2019; eles se tornaram cidadãos com dupla cidadania canadense/americana em janeiro de 2020 e residem em Toronto.
Amell era fã do time de hóquei no gelo Toronto Maple Leafs enquanto crescia, embora desde sua mudança para Los Angeles, Amell tenha começado a torcer pelo Los Angeles Kings, mas ainda chama Toronto de seu "segundo time". Em uma entrevista de 2015, Amell discutiu seu apoio a um segundo time da NHL em Toronto por meio da expansão da liga.

## Filmografia

### Filmes
| Ano  | Título                                 | Função          | Notas                                     |
| ---- | -------------------------------------- | --------------- | ----------------------------------------- |
| 2005 | Cheaper by the Dozen 2                 | Daniel Murtaugh |                                           |
| 2007 | American Pie Presents: Beta House      | Nick Anderson   | Direto pra vídeo                          |
| 2007 | Left for Dead                          | Blair           |                                           |
| 2008 | Picture This                           | Drew Patterson  | Direto para vídeo                         |
| 2009 | The Alyson Stoner Project              | Convidado VIP   |                                           |
| 2012 | Struck by Lightning                    | Justin Walker   |                                           |
| 2013 | The Hunters                            | Paxton Flynn    |                                           |
| 2014 | Criminal                               | Dino            | Curta metragem                            |
| 2015 | The Duff                               | Wesley Rush     |                                           |
| 2015 | Max                                    | Kyle Wincott    |                                           |
| 2015 | Anatomy of the Tide                    | Brad McManus    |                                           |
| 2016 | Code 8                                 | Connor Reed     | Curta metragem; também produtor executivo |
| 2016 | Nine Lives                             | David Brand     |                                           |
| 2016 | ARQ                                    | Renton          |                                           |
| 2017 | The Babysitter                         | Max             |                                           |
| 2018 | When We First Met                      | Ethan           |                                           |
| 2019 | Code 8                                 | Connor Reed     | Also producer                             |
| 2020 | Desperados                             | Jared           |                                           |
| 2020 | The Babysitter: Killer Queen           | Max             |                                           |
| 2020 | Eat Wheaties!                          | Brandon         |                                           |
| 2021 | Resident Evil: Welcome to Raccoon City | Chris Redfield  |                                           |
| 2023 | Simulant                               | Evan            | [ 27 ]                                    |
| 2023 | Float                                  | Blake Hamilton  | Também produtor                           |
| 2023 | EXmas                                  | Graham          |                                           |
| TBA  | Code 8: Part II                        | Connor Reed     | Também produtor                           |

### Televisão
| Ano             | Título                                | Função                                 | Notas                                                                         |
| --------------- | ------------------------------------- | -------------------------------------- | ----------------------------------------------------------------------------- |
| 2006            | Runaway                               | Stephen                                | 2 episódios                                                                   |
| 2006–2008       | Life with Derek                       | Max Miller                             | 17 episódios                                                                  |
| 2008            | Murdoch Mysteries                     | Wallace Driscoll                       | Episódio: "Still Waters"                                                      |
| 2008            | Picture This                          | Drew Patterson                         | Filme para televisão                                                          |
| 2008–2011       | True Jackson, VP                      | Jimmy Madigan                          | Papel principal                                                               |
| 2009            | Scooby-Doo! The Mystery Begins        | Fred Jones                             | Television film                                                               |
| 2010            | Unnatural History                     | Michael O'Malley                       | 2 episódios                                                                   |
| 2010            | Scooby-Doo! Curse of the Lake Monster | Fred Jones                             | Filme para televisão                                                          |
| 2010            | Destroy Build Destroy                 | Ele mesmo                              | Episódio: "Scooby-Doo! Curse of the Lake Monster vs. Dude, What Would Happen" |
| 2011            | How I Met Your Mother                 | Nate "Scooby" Scooberman               | 2 episódios                                                                   |
| 2011            | Brothers & Sisters                    | Young William Walker                   | Episódio: "For Better or for Worse"                                           |
| 2011–2012       | Revenge                               | Adam Connor                            | 4 episódios                                                                   |
| 2011            | CSI: NY                               | Riley Frazier                          | Episódio: "Air Apparent"                                                      |
| 2012            | Alcatraz                              | Jovem Ray Archer                       | 3 episódios                                                                   |
| 2012            | Hornet's Nest                         | Andy Brazil                            | Filme para televisão                                                          |
| 2012            | Pretty Little Liars                   | Eric Kahn                              | Episódio: "The Kahn Game"                                                     |
| 2012            | Hawaii Five-0                         | Billy Keats                            | Episódio: "Popilikia"                                                         |
| 2013            | Hot in Cleveland                      | Lloyd                                  | Episódio: "The Conversation"                                                  |
| 2013            | 1600 Penn                             | D.B.                                   | 7 episódios                                                                   |
| 2013            | Zach Stone Is Gonna Be Famous         | Nick                                   | 8 episódios                                                                   |
| 2013–2014       | The Tomorrow People                   | Stephen Jameson                        | Papel principal                                                               |
| 2013            | The Hunters                           | Paxton Flynn                           | Filme para televisão                                                          |
| 2014            | Whose Line Is It Anyway?              | Ele mesmo                              | Episódio: "Robbie Amell"                                                      |
| 2014–2017, 2022 | The Flash                             | Ronnie Raymond / Firestorm, Deathstorm | Papel recorrente                                                              |
| 2015            | Modern Family                         | Chase                                  | Episódio: "Closet? You'll Love It!"                                           |
| 2015            | Chasing Life                          | Ecstasy Guy                            | Episódio: "Wild Thing"; uncredited                                            |
| 2016–2018       | The X-Files                           | Agente Especial Kyd Miller             | 3 episódios                                                                   |
| 2018–2019       | A Series of Unfortunate Events        | Kevin                                  | 3 episódios                                                                   |
| 2020–presente   | Upload                                | Nathan Brown                           | Papel principal                                                               |
| 2023            | The Witcher                           | Gallatin                               | 3 episódios                                                                   |

## Prêmios e indicações
| Ano  | Prêmio                           | Categoria                                             | Trabalho nomeado | Resultado |
| ---- | -------------------------------- | ----------------------------------------------------- | ---------------- | --------- |
| 2015 | 17th Teen Choice Awards          | Choice Movie Actor: Comedy                            | The DUFF         | Indicado  |
| 2015 | 17th Teen Choice Awards          | Choice Movie: Liplock (compartilhado com Mae Whitman) | The DUFF         | Indicado  |
| 2021 | 1st Critics' Choice Super Awards | Best Actor in a Science Fiction/Fantasy Series        | Upload           | Indicado  |